# چینچه
چینچه (به مجاری:  Csincse) یک شهرداری در مجارستان است که در بورشود-آبااوی-زمپلن واقع شده‌است. چینچه ۱۱٫۳۴ کیلومتر مربع مساحت و ۶۱۸ نفر جمعیت دارد.